# ۱۰۴۰ (میلادی)
۱۰۴۰ (میلادی) هزارو چهلمین سال تقویم میلادی است.

## درگذشتگان
- ۱۷ مارس - هارولد یکم، شاه انگلستان

‎